# III liga opolska mężczyzn w siatkówce
III liga opolska mężczyzn w siatkówce – czwarta w hierarchii po PLS, I lidze i II lidze męskich ligowych rozgrywek siatkarskich w Polsce. Rywalizacja toczy się systemem ligowym wraz z play-offami, o awans do II ligi. W rozgrywkach biorą udział zespoły z województwa opolskiego. Za prowadzenie ligi odpowiada Opolski Związek Piłki Siatkowej.

## Sezon 2019/2020
| Miejsce | Drużyna                  | Meczów | Punkty | Zwycięstwa | Sety    | Małe PKT | Stosunek Setów | Stosunek PKT |
| ------- | ------------------------ | ------ | ------ | ---------- | ------- | -------- | -------------- | ------------ |
| 1       | NKS START Namysłów       | 9      | 20     | 6          | 23 : 14 | 864:812  | 1,64           | 1,06404      |
| 2       | MGOKIS Praszka           | 10     | 17     | 6          | 20 : 18 | 876:885  | 1,11           | 0,98983      |
| 3       | SPS Walce                | 9      | 12     | 4          | 15 : 16 | 693:688  | 0,94           | 1,00727      |
| 4       | LUKS Azymek Zdzieszowice | 10     | 8      | 3          | 14 : 24 | 827:875  | 0,58           | 0,94514      |

Dane aktualne na 12 lutego 2020.

## Sezon 2018/2019[2]
| Miejsce | Drużyna                  | Meczów | Punkty | Zwycięstwa | Sety    | Małe PKT | Stosunek Setów | Stosunek PKT |
| ------- | ------------------------ | ------ | ------ | ---------- | ------- | -------- | -------------- | ------------ |
| 1       | AZS PWSZ Nysa            | 8      | 20     | 6          | 22 : 8  | 712:590  | 2,75           | 1,20678      |
| 2       | NKS Start Namysłów       | 8      | 17     | 6          | 21 : 11 | 716:694  | 1,91           | 1,03170      |
| 3       | MMKS Kędzierzyn-Koźle    | 8      | 13     | 5          | 19 : 16 | 791:722  | 1,19           | 1,09557      |
| 4       | SPS Głogówek             | 8      | 10     | 3          | 12 : 17 | 626:639  | 0,71           | 0,97966      |
| 5       | LUKS Azymek Zdzieszowice | 8      | 0      | 0          | 2 : 24  | 443:643  | 0,08           | 0,68896      |

## Sezon 2017/2018[3]
| Miejsce | Drużyna                  | Meczów | Punkty | Zwycięstwa | Sety    | Małe PKT | Stosunek Setów | Stosunek PKT |
| ------- | ------------------------ | ------ | ------ | ---------- | ------- | -------- | -------------- | ------------ |
| 1       | MMKS Kędzierzyn-Koźle    | 10     | 26     | 9          | 29 : 9  | 881:717  | 3,22           | 1,22873      |
| 2       | NKS Start Namysłów       | 10     | 21     | 8          | 25 : 14 | 873:703  | 1,79           | 1,24182      |
| 3       | SPS Głogówek             | 10     | 17     | 5          | 22 : 17 | 859:737  | 1,29           | 1,16554      |
| 4       | SPS Ro-Nat GSM Prudnik   | 10     | 16     | 5          | 20 : 19 | 840:768  | 1,05           | 1,09375      |
| 5       | LUKS Azymek Zdzieszowice | 10     | 10     | 3          | 14 : 22 | 785:768  | 0,64           | 1,02214      |
| 6       | KS Miraż Głubczyce       | 10     | 0      | 0          | 1 : 30  | 226:771  | 0,03           | 0,29313      |

## Sezon 2016/2017[4]
| Miejsce | Drużyna                  | Meczów | Punkty | Zwycięstwa | Sety    | Małe PKT  | Stosunek Setów | Stosunek PKT |
| ------- | ------------------------ | ------ | ------ | ---------- | ------- | --------- | -------------- | ------------ |
| 1       | NKS Start Namysłów       | 12     | 33     | 11         | 35 : 9  | 1048:876  | 3,89           | 1,19635      |
| 2       | AZS PWSZ Nysa            | 12     | 26     | 9          | 28 : 12 | 932:811   | 2,33           | 1,14920      |
| 3       | LUKS Azymek Zdzieszowice | 12     | 22     | 7          | 25 : 19 | 985:926   | 1,32           | 1,06371      |
| 4       | SPS Głogówek             | 12     | 19     | 7          | 25 : 24 | 1072:1037 | 1,04           | 1,03375      |
| 5       | MMKS Kędzierzyn-Koźle    | 12     | 14     | 4          | 19 : 27 | 993:1037  | 0,70           | 0,95757      |
| 6       | SPS Ro-Nat GSM Prudnik   | 12     | 6      | 2          | 13 : 30 | 888:1020  | 0,43           | 0,87059      |
| 7       | KS Miraż Głubczyce       | 12     | 6      | 2          | 9 : 33  | 788:999   | 0,27           | 0,78879      |

## Sezon 2015/2016[5]
| Miejsce | Drużyna                   | Meczów | Punkty | Sety  | Małe PKT |
| ------- | ------------------------- | ------ | ------ | ----- | -------- |
| 1       | Start Namysłów            | 12     | 33     | 33:7  |          |
| 2       | SPS Głogówek              | 12     | 25     | 27:14 |          |
| 3       | Pimat Iskra Gorzów Śląski | 12     | 25     | 30:17 |          |
| 4       | LUKS Azymek Zdzieszowice  | 12     | 18     | 24:22 |          |
| 5       | Siatkarz Otmuchów         | 12     | 15     | 20:24 |          |
| 6       | SPS Ro-Nat GSM Prudnik    | 12     | 7      | 13:34 |          |
| 7       | Miraż Głubczyce           | 12     | 3      | 6:35  |          |

## Sezon 2014/2015
| Miejsce | Drużyna                  | Meczów | Punkty | Sety  | Małe PKT  |
| ------- | ------------------------ | ------ | ------ | ----- | --------- |
| 1       | LMKS Piast Gorzów Śląski | 17     | 42     | 43:14 | 1382:1122 |
| 2       | AZS UO Opole             | 17     | 38     | 44:23 | 1545:1411 |
| 3       | WKS Volley Wołczyn       | 17     | 37     | 43:24 | 1533:1398 |
| 4       | SPS Głogówek             | 17     | 35     | 43:25 | 1546:1443 |
| 5       | LUKS Azymek Zdzieszowice | 17     | 30     | 37:39 | 1516:1459 |
| 6       | SPS Ro-Nat GSM Prudnik   | 17     | 28     | 33:32 | 1424:1449 |
| 7       | KS Siatkarz Otmuchów     | 17     | 21     | 31:35 | 1413:1458 |
| 8       | MUKS Jedynka Baborów     | 17     | 16     | 24:39 | 1323:1462 |
| 9       | SKS Mechanik Nysa        | 17     | 5      | 12:48 | 1246:1445 |
| 10      | LKS Miraż Głubczyce      | 17     | 3      | 9:50  | 1155:1436 |

## Sezon 2013/2014

### Grupa północna
| Miejsce | Drużyna                  | Meczów | Punkty | Sety  | Małe PKT |
| ------- | ------------------------ | ------ | ------ | ----- | -------- |
| 1       | OKS Olesno               | 10     | 26     | 29:11 | 946:809  |
| 2       | AZS UO Opole             | 10     | 21     | 25:13 | 876:787  |
| 3       | Piast Gorzów Śląski      | 10     | 15     | 22:21 | 956:975  |
| 4       | UKS Mickiewicz Kluczbork | 10     | 14     | 17:19 | 792:763  |
| 5       | WKS Volley Wołczyn       | 10     | 10     | 17:25 | 899:932  |
| 6       | AZS PMWSZ Medyk Opole    | 10     | 4      | 7:28  | 655:855  |

### Grupa południowa
| Miejsce | Drużyna                  | Meczów | Punkty | Sety  | Małe PKT |
| ------- | ------------------------ | ------ | ------ | ----- | -------- |
| 1       | LUKS Azymek Zdzieszowice | 10     | 24     | 29:14 | 962-860  |
| 2       | SPS Głogówek             | 10     | 20     | 23:13 | 842-797  |
| 3       | SKS Mechanik Nysa        | 10     | 19     | 25:17 | 919-872  |
| 4       | LKS Miraż Głubczyce      | 10     | 12     | 16:22 | 795-846  |
| 5       | SPS Ro-Nat GSM Prudnik   | 10     | 8      | 12:25 | 767-826  |
| 6       | KS Siatkarz Otmuchów     | 10     | 7      | 12:26 | 801-885  |